# Daniel Gygax
Daniel Gygax (Zürich, 1981. augusztus 28. –) svájci válogatott labdarúgó, jelenleg az FC Aarau játékosa. Posztját tekintve szélső középpályás.

## Sikerei, díjai
FC Zürich
- Svájci kupagyőztes (2): 1999–00, 2004–05